# کنستوتیس مارچیولیونیس
کنستوتیس مارچیولیونیس (انگلیسی: Kęstutis Marčiulionis؛ زادهٔ ۴ آوریل ۱۹۷۷) بازیکن بسکتبال اهل لیتوانی است.
وی در مسابقات کشوری و بین‌المللی در مجموع برندهٔ ۱ مدال طلا، ۱ مدال برنز شده‌است.